# Gość Draculi
Gość Draculi – zbiór opowiadań irlandzkiego pisarza Brama Stokera, po raz pierwszy wydany w 1914, dwa lata po śmierci autora.

## Opowiadania
| Tytuł angielski                  | Tytuł polski                | Data pierwszego wydania | Miejsce pierwszego wydania                                                      |
| -------------------------------- | --------------------------- | ----------------------- | ------------------------------------------------------------------------------- |
| "Dracula's Guest"                | "Gość Draculi"              | xx/xx/1914              | Gość Draculi                                                                    |
| "The Judge's House"              | "Dom Sędziego"              | 05/12/1891              | Holly Leaves the Christmas Number of The Illustrated Sporting and Dramatic News |
| "The Squaw"                      | "Indianka"                  | 02/12/1893              | Holly Leaves the Christmas Number of The Illustrated Sporting and Dramatic News |
| "The Secret of the Growing Gold" | "Tajemnica rosnącego złota" | 23/01/1892              | Black and White: A Weekly Illustrated Record and Review                         |
| "A Gipsy Prophecy"               | "Cygańska wróżba"           | xx/xx/1914              | Gość Draculi                                                                    |
| "The Coming of Abel Behenna"     | "Powrót Abla Behenny"       | xx/xx/1914              | Gość Draculi                                                                    |
| "The Burial of the Rats"         | "Pogrzeb szczurów"          | xx/xx/1914              | Gość Draculi                                                                    |
| "A Dream of Red Hands"           | "Sen o czerwonych dłoniach" | 11/07/1894              | The Sketch: A Journal of Art and Actuality                                      |
| "Crooken Sands"                  | "Ruchome piaski"            | xx/12/1894              | Holly Leaves the Christmas Number of The Illustrated Sporting and Dramatic News |